# العلاقات السعودية التنزانية
العلاقات السعودية التنزانية هي علاقة ثنائية بين السعودية وتنزانيا. تملك تنزانيا سفارة في العاصمة السعودية الرياض وقنصلية في مدينة جدة. بينما تملك السعودية سفارة في مدينة دار السلام في تنزانيا.
باشرت البعثة الدبلوماسية في جمهورية تنزانيا المتحدة أعمالها في 1996م، وكان يرأسها قائم بالأعمال واقتصر عمل البعثة آنذاك على إصدار تأشيرات الحج والعمرة، ثم في عام 2003م باشر أول سفير معتمد وقدم أوراق اعتماده سفيراً فوق العادة ومفوضاً للمملكة العربية السعودية في تنزانيا.
ساهمت زيارة رئيس التنزاني السيد جاكايا مريشو كيكويتي التي قام بها في عام 2009م للمملكة بتوطيد العلاقات بين الجانبان، وتقلد الرئيس التنزاني في تلك الزيارة بوسام الملك عبد العزيز من الدرجة الأولى، كما بحث البلدان خلال تلك الزيارة تعزيز التعاون في عدة مجالات منها  الصناعي والزراعي ووسائل تنشيط وتوسيع الاستثمار المشترك.

## الحفاظ على الحياة البرية
في 2014م وبعد العديد من الزيارات الرسمية من شخصيات سعودية اتفق البلدان على العمل سويًا من أجل بناء مهارات في الحفاظ على التنوع البيولوجي وحماية الحياة البرية في البلدين وفي نفس العام قام مجموعة من الطلاب بزيارة العديد من الحدائق الوطنية في تنزانيا لكسب الخبرة الميدانية في طرق الحفاظ على الحياة البرية. السعودية تهدف لزيادة هذا النوع من العلاقات من أجل مساعدة البلاد على تنويع مصادر الدخل القومي.

## الاتفاقيات بين الدولتين
قائمة الاتفاقيات التي أبرمها الصندوق السعودي للتنمية لعدد من المشاريع في جمهورية تنزانيا المتحدة :
| اسم المشروع                                                  | المبلغ بملايين الريالات |
| ------------------------------------------------------------ | ----------------------- |
| دعم القطاع الزراعي                                           | 15                      |
| مشروع طريق كيبيتي لندى                                       | 43.8                    |
| مشروع تحسين مطار بمبا                                        | 7.6                     |
| اعادة تأهيل وانشاء طرق ريفية مسفلته بجزيرة بمبا في زنجبار    | 21                      |
| إمداد مياه الشرب لثلاث مدن والقرى المجاورة لها في إقليم مارا | 56.25                   |
| إمداد مياه الشرب إلى مقاطعتي سامي وموانقا                    | 93.75                   |
| إنشاء وتأهيل الطرق الريفية في زنجبار (قرض إضافي)             | 9                       |